# Barrio Modelo (Tucumán)
Barrio Modelo es un barrio de San Miguel de Tucumán, Tucumán, Argentina. Se encuentra delimitado por las calles Zenón Santillán, Italia, Eduardo Bulnes y avenida América.

## Historia
El barrio fue construido por la Cooperativa Barrio Modelo de Hogar Propio, en conjunto con otros barrios de viviendas como El Bosque, Kennedy o Fondevila en el marco del Plan Federal de Vivienda. El barrio fue inaugurado el 20 de septiembre de 1969 por el interventor de facto del gobierno provincial Jorge Nanclares, entregando las primeras 100 viviendas de las 575 que poseía el proyecto.
Posteriormente, se inauguró el complejo deportivo del Barrio Modelo el 8 de octubre de 1973 por el gobernador Amado Juri. Para su apertura, el atleta Andrés Guaymas partió con una antorcha desde la Casa Histórica hasta el club, acompañado por vecinos y automovilistas en todo su trayecto. En los años siguientes se crearon la Escuela República del Paraguay, la capilla Nuestra Señora de los Ángeles y la Plaza Alejandro Heredia del barrio. Esta fue remodelada en 2018, al instalarse nuevo mobiliario y caminería urbana, alumbrado led, merenderos, juegos infantiles y forestación.

## Educación
- Escuela República del Paraguay

## Transporte

### Líneas de colectivos
- Línea 6
- Línea 7
- Línea 9
- Línea 19

## Deportes
- Club Deportivo Barrio Modelo